# Sabbenhausen

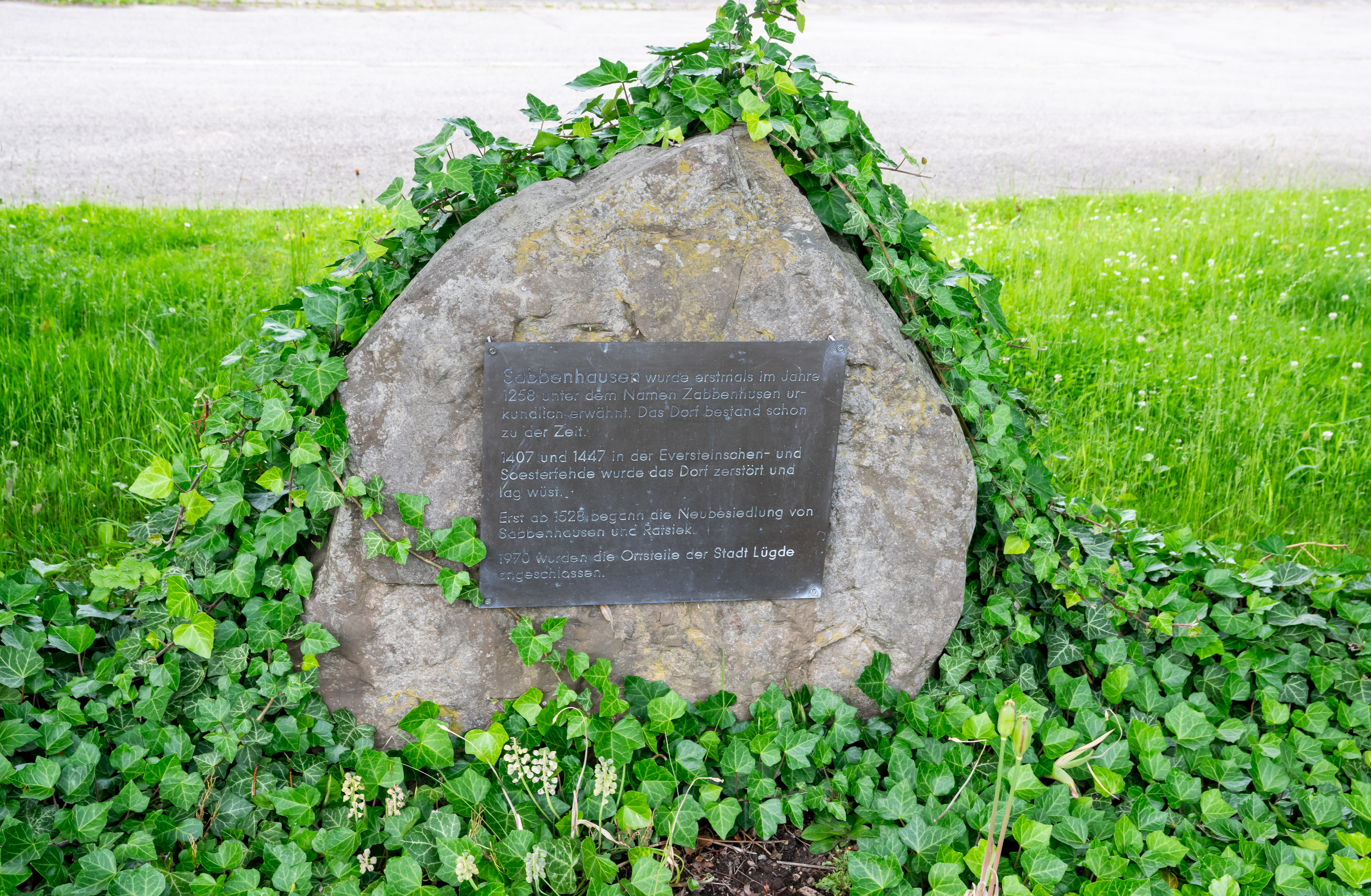
Gedenkstein in Sabbenhausen

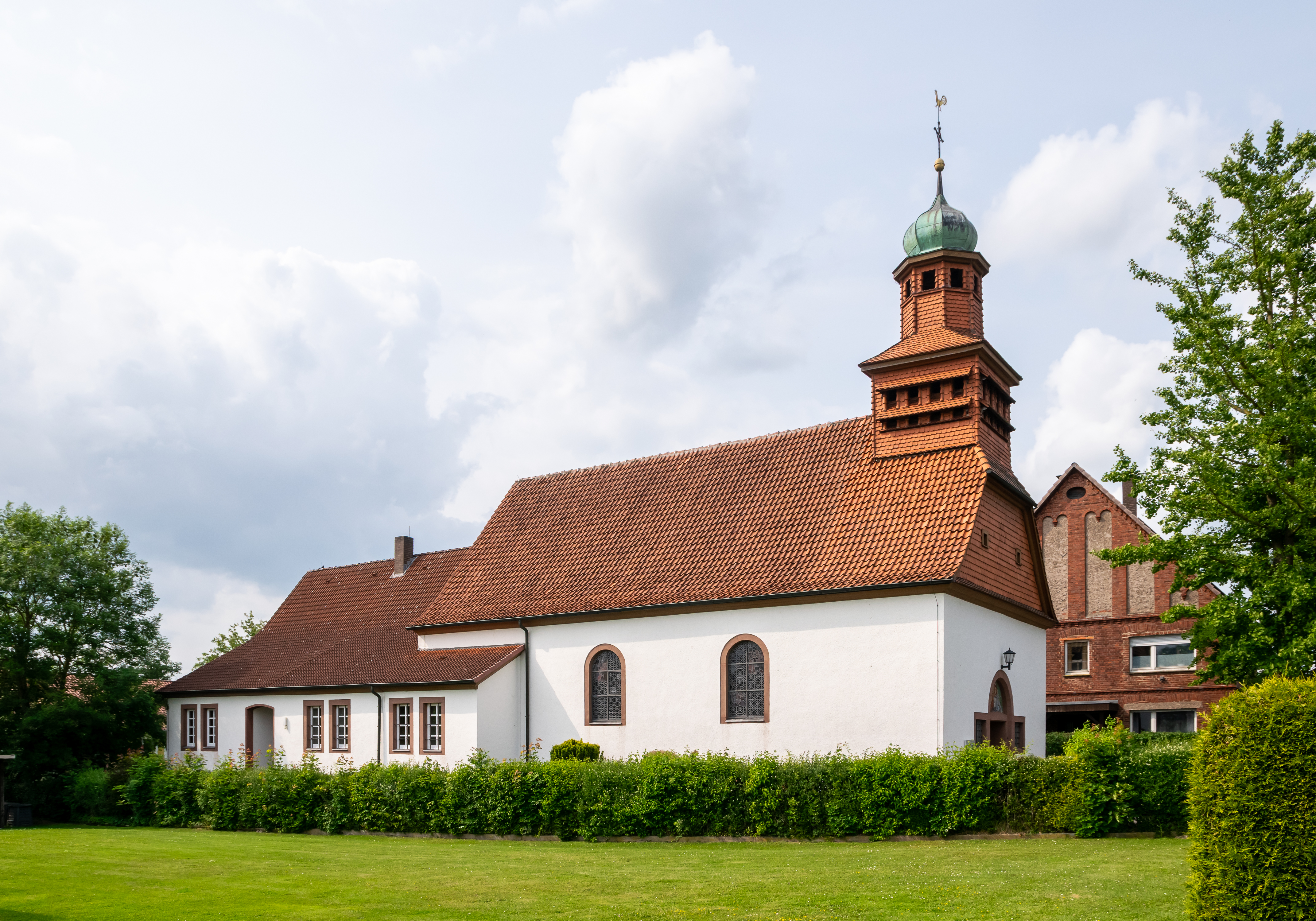
Katholische Kirche St. Marien

Sabbenhausen gehört zu den zehn Ortsteilen der Stadt Lügde im Kreis Lippe in Nordrhein-Westfalen. Der Ortsteil hatte am 31. Dezember 2021 854 Einwohner. Der derzeitige Ortsvorsteher ist Detlef Schake.

## Lage
Sabbenhausen liegt auf einer Höhe von 169 m ü. NN und rund fünf Kilometer südöstlich der Kernstadt Lügde. Die Flächengröße beträgt 8,962 km².

## Geschichte
Auf dem Sabbenhauser Gebiet gefundene Steinbeile weisen darauf hin, dass die Gegend schon im Neolithikum besiedelt worden ist.
Nach wissenschaftlichen Untersuchungen sind auf -hausen endende Orte zwischen 700 und 900 n. Chr. entstanden. Erstmals wurde Sabbenhausen im Jahr 1258 in einer Schenkungsurkunde erwähnt, als Graf Widekind von Schwalenberg das Dorf Sabbenhausen dem Kloster Falkenhagen schenkte.
Im 14. Jahrhundert fiel Sabbenhausen mit weiteren Nachbarorten wüst. 1529 wurde der Ort mithilfe der Kreuzherren in Falkenhagen neu besiedelt. Schon 1516 hatten sie in Sabbenhausen den so genannten Küchenhof errichtet, der der Ausweitung des Getreideanbaus und der zusätzlichen Versorgung des Klosters Falkenhagen dienen sollte. In Sabbenhausen entstanden 20 neue Hausstätten und 1555 eine Zehntscheune. Diese wurde 1953 abgetragen und im Lippischen Landesmuseum in Detmold wieder aufgebaut. Sie gilt als ältester Vierständerbau im Bereich des Landschaftsverbandes Westfalen-Lippe.
Im Dreißigjährigen Krieg verloren viele Bauern ihr Hab und Gut und verließen Sabbenhausen. Trotz der schweren Verluste durch den lang anhaltenden Krieg fiel der Ort nicht wüst, sondern konnte sich nach Friedensschluss reaktivieren. Um 1800 gab es die erste evangelische und 1887 die erste katholische Schule in Sabbenhausen.

### 20. Jahrhundert
1937 legten die Nazis beide Bekenntnisschulen zusammen. Im 1959 errichteten neuen Schulgebäude befindet sich heute nach Auflösung der Grund- und Hauptschule ein Kindergarten. Seit Jahrhunderten besuchten die Christen in Sabbenhausen die evangelische bzw. katholische Kirche in Falkenhagen, bis die Katholiken 1926 in Eigenleistung in Sabbenhausen eine Kirche errichteten. Der 1898 angelegte evangelische und der 1899 entstandene katholische Friedhof wurden 1970 zu einem gemeinsamen Friedhof beider Konfessionen zusammengelegt.
Am 1. September 1921 trat Sabbenhausen Gebietsteile an die neue Gemeinde Falkenhagen ab.
Im Ersten Weltkrieg fielen 43 Soldaten, im Zweiten Weltkrieg gab es 56 Opfer aus Sabbenhausen, für die ein Ehrenmal errichtet, sowie eine Gedenktafel an der Friedhofskapelle angebracht wurde.
Die vorher selbständige Gemeinde wurde im Rahmen der Kommunalreform am 1. Januar 1970 eingemeindet.

### Ortsname
Neben der Ersterwähnung als Zabbenhusen (1258) sind folgende Namen im Laufe der Jahrhunderte belegt: Zabbenosen (1263), Babbenhusen (1270/1280), Zabbenhusen (1339), Sappenhusen (1529), Sabbenhusenn (1535, im Landschatzregister), Sabbennhaußenn (1618), Sabbenhausen (um 1758) sowie Sabenhausen (1806).

## Infrastruktur
Der Ort ist überwiegend landwirtschaftlich geprägt. In Sabbenhausen gibt es eine katholische Kirche mit Jugendheim, einen städtischen Kindergarten, einen Dorfgemeinschaftsraum, eine Gaststätte, sechs Handwerksbetriebe und einen Gewerbebetrieb.

## Sehenswürdigkeiten
Im Dorf gibt es als Naturdenkmal eine alte Dorflinde und zwei als Baudenkmal ausgewiesene Fachwerkhäuser. Im Ortsteil Ratsiek liegt die sehenswerte 400-jährige ehemalige Wassermühle, ebenfalls ein Baudenkmal.
Im Sabbenhausen nördlich vorgelagerten Mosterholz (Niedersachsen) befinden sich zahlreiche mittelalterliche Wölbäcker in guter Erhaltung und einige bronzezeitliche Hügelgräber.